# Tell es-Sakan
Le site Tell es-Sakan est un site archéologique se trouvant au sud de la ville de Gaza (gouvernorat de Gaza). Constitué d'un tell, le site abrite les vestiges d'une agglomération occupée successivement par des populations égyptiennes et cananéennes durant l'âge du bronze (occupation comprise entre 3200 et 2000 av. J.-C.). Sous la domination cananéenne, les installations ont constitué une cité fortifiée. 
Le site a été découvert et fouillé pour la première fois en 1998 par une équipe archéologique franco-palestinienne. En 2017, des travaux immobiliers ont endommagé une partie du site.

## Géographie
Le site archéologique Tell es-Sakan est situé à 5 kilomètres au sud de la ville de Gaza,. Il est situé à proximité d'un autre site notable, celui de Tell el-Ajjul.
Le site est un tell qui avait été recouvert par une dune,. Il s'étend sur une surface estimée de 5 à 8 hectares.

## Description du site

### Généralités stratigraphiques
Le matériel archéologique trouvé sur le site Tell es-Sakan date de 3300 à 2350 av. J.-C..
L'épaisseur des dépôts constatée par les équipes archéologiques est d'environ 9 mètres, dont environ 1,50 mètre concerne des restes de construction. Au total, 9 niveaux stratigraphiques ont été observés.

### Couches stratigraphiques profondes
Un premier ensemble stratigraphique correspond au trois niveaux les plus profonds. Il est constitué de quelques éléments d'origine principalement égyptienne ainsi que de vestiges de murs en brique crue. Les éléments mobiliers découverts sont dans la majorité des cas des poteries, notamment des récipients : des jarres à vin, des bols en forme de lotus ou carénés, un vase ainsi que des fragments d'objets similaires. Quelques autres objets destinés à la vie quotidienne, comme des bassins et des fragments de supports pour les jarres, ont également été trouvés. Parmi les éléments notables, une figurine en calcaire d'esthétique égyptienne a été mise au jour ainsi qu'un fragment de jarre sur lequel on devine une représentation d'un serekh. Enfin, un nombre élevé de fragments de poteries typiques des moules à pain ont été découverts conjoints à des pierres présentant des marques de calcination. Hors des poteries, quelques silex typiques des outils égyptiens de la période du bronze ancien ont été trouvés.
Un très faible nombre d'éléments mobiliers d'origine palestinienne ont également été mis au jour dans ces strates, principalement des jarres sans col complétées par quelques bols hémisphériques typique des régions palestiniennes de l'époque.

### Couches stratigraphiques de surface
Cinq couches stratigraphiques de surface sont regroupées dans un ensemble cohérent. Une grande quantité de dépôts et de matériels se trouvent dans ces couches.
Entre l'ensemble de surface et celui profond, une faible quantité de poterie a été trouvée. Présent en nombre trop peu important et de manière trop fragmentaires, ce matériel est principalement constitué de tessons, il est difficile pour les experts de dater cette couche intermédiaire.
Une quantité élevée de poteries se trouve dans cet ensemble de surface. Un premier sous-ensemble, le plus profond, est constitué principalement de plats carénés, de vases et de jarres à anses tenons (de forme ondulée) ainsi que de bassins. Ces poteries présentent des caractéristiques très proches de celles trouvées sur le site de Tel Yarmouth pour la période de début du bronze III.
Un second sous-ensemble, dans les couches plus récentes, est constitué également de poteries. Les objets découverts sont des jarres de type pithoi avec des cols évasés ainsi que des jarres à anse annulaire. Des tessons de jarres et de marmites ont également été mis au jour. La majorité de ces matériels, spécialement les jarres complètes, sont typiques des XXVe et XXIVe siècles av. J.-C. (période du bronze III) pour cette zone. Selon les spécialistes, certains fragments semblent spécifiques au site Tell es-Sakan, suggérant une production présentant des caractéristiques locales.
Un manche en os complet et décoré a également été trouvé dans cette couche correspondant au bronze III,. Les ornements sont des incises de  motifs géométriques (ex : lignes brisées, formes simples). Ces manches sont typiques du monde méditerranéen proche-oriental de l'époque, tout comme les motifs.

## Interprétation historique

### Période d'occupation du site
Le site a été occupé durant les IVe et IIIe millénaires av. J.-C., ce qui correspond à l'âge du bronze ancien. Les spécialistes estiment que le site a été occupé par deux cultures à des moments différents : une première occupation serait égyptienne et la seconde cananéenne. À partir de la fin du IIIe millénaire, Tell es-Sakan a été définitivement abandonné. 
Au vu de la datation estimée de l'occupation du site et de sa proximité avec Tell el-Ajjul, les experts estiment que Tell es-Sakan constitue une première occupation du lieu avant d'être abandonné au profit de Tell el-Ajjul.

### Occupation égyptienne

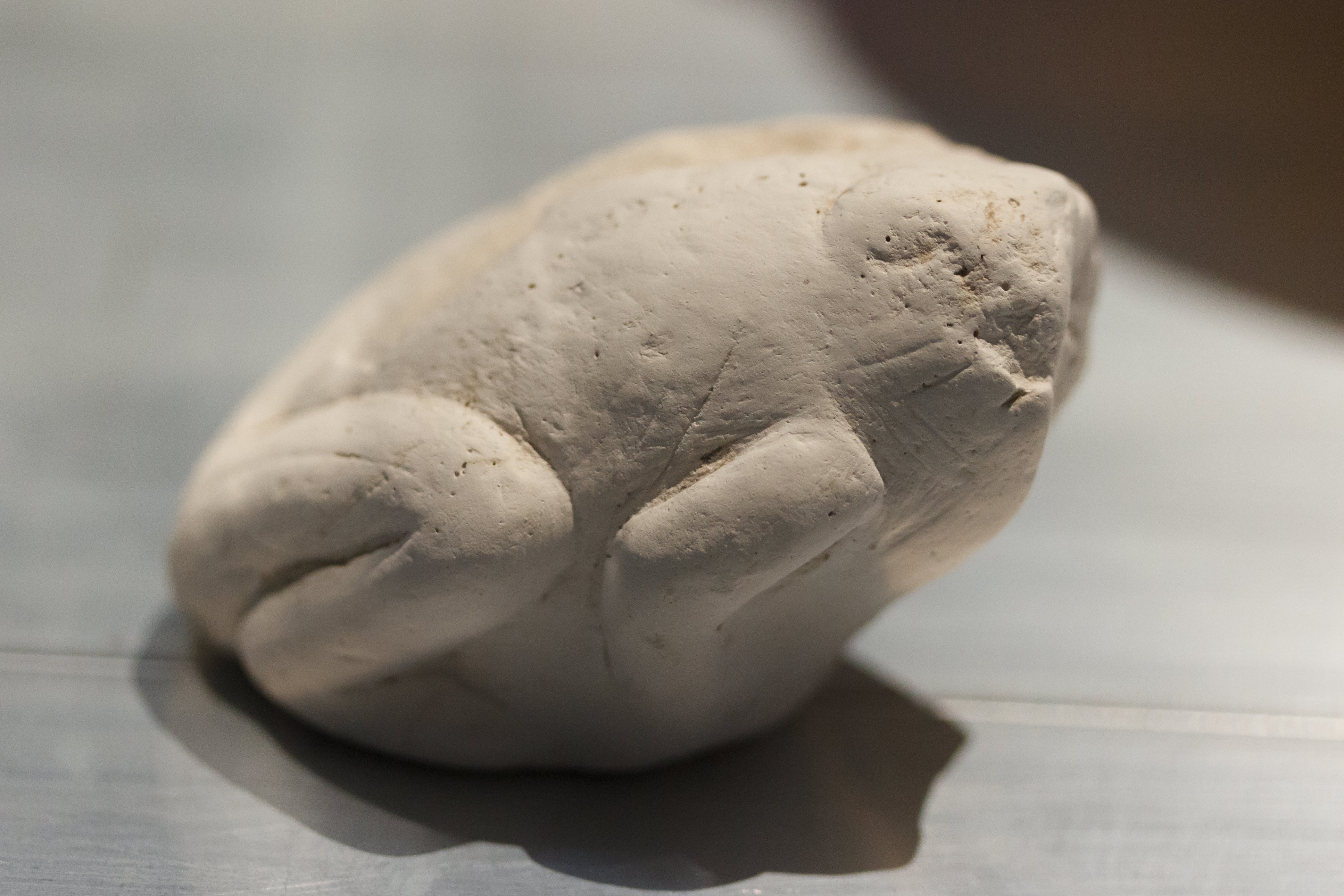
Figurine de grenouille (IVe millénaire av. J.-C.) découverte à Tell es-Sakan

Les éléments découverts dans les strates anciennes plaident pour une fondation de la cité à l'époque pré-dynatisque,. Contrairement à d'autres sites régionaux, la proportion d'éléments égyptiens est supérieure à celle des objets palestiniens. Cette dominance accrédite le caractère égyptien de cette occupation ancienne de Tell es-Sakan.
En replaçant Tell es-Sakan dans le contexte des différents sites connus de la région, les experts estiment que les égyptiens avaient colonisé la zone palestinienne durant l'âge du bronze ancien selon deux modes d'occupation, caractérisés par le contrôle exercé par les égyptiens sur le territoire et les populations locales. Ainsi, le premier mode correspondrait à des sites d'occupation importants et permanents, situés dans la zone de Gaza et entièrement sous contrôle égyptien. Le second mode serait au contraire caractérisé par des sites de moindre importance, dans une aire s'étendant du fleuve Yarkon à la Judée, placés sous la domination égyptienne mais peuplés principalement de palestiniens.
Enfin, la présence importante de matériels et de vestiges en lien avec la boulangerie permet d'émettre l'hypothèse que cette activité économique était présente sur le site.
La période de départ des populations égyptiennes du site ainsi que le contexte de celui-ci (ex : un abandon complet du site pendant quelque temps ou une réoccupation rapide par d'autres populations) sont mal compris par les spécialistes. Miroschedji et Sadek indiquent que cette occupation a pu s'étendre jusqu'au début de la Ire dynastie,.

### Occupation cananéenne

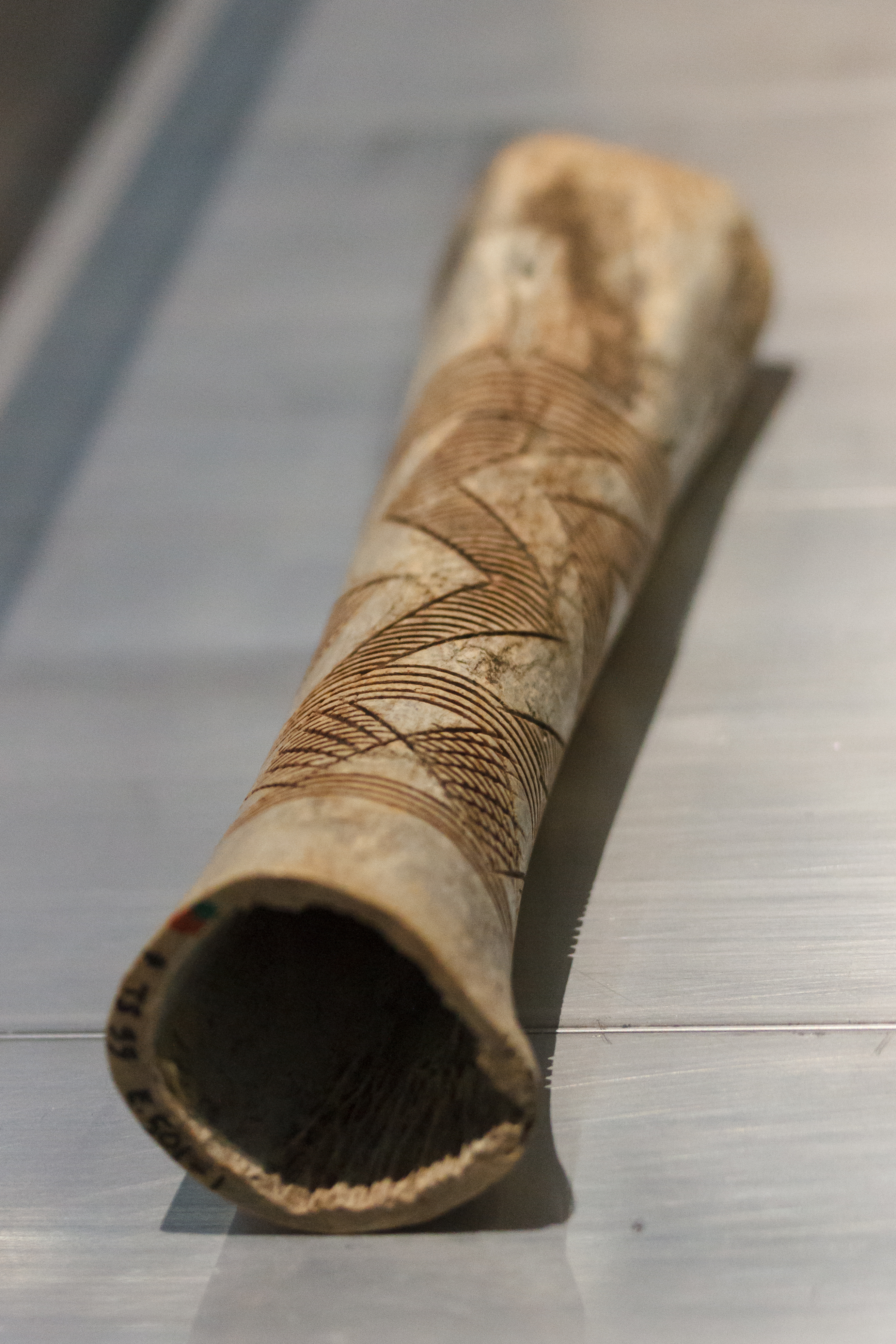
Manche de poignard à décor géométrique incisé (2700 et années 2350 av. J.-C.) découverte à Tell es-Sakan

Après la fin de la présence égyptienne à Tell es-Sakan, des populations cananéennes prennent possession du site. Le début de cette occupation est toutefois mal daté. Les éléments mis au jour lors des fouilles plaident pour une occupation importante du site à partir d'environ 2650 av. J.-C. (période du bronze III). Il existe une période d'environ 350 ans (correspondant au bronze II) où le site a pu être abandonné comme occupé de manière sporadique ou avec une population en faible nombre.
Durant la période cananéenne, l'agglomération de Tell es-Sakan entretenait vraisemblablement des contacts étroits avec d'autres cités importantes de la région, à l'image de Tel Yarmouth. Des objets trouvés dans les cités plus à l'intérieur des terres mais originaires de zones côtières témoignent de ces échanges possibles.
L'occupation permanente de Tell es-Sakan s'est achevée aux environs de 2350 av. J.-C.. Ce mouvement d'abandon des cités et agglomérations est commun à l'ensemble de la zone.
Toutefois, le site n'a pas été totalement délaissé par les communautés locales. Les populations ont continué de fréquenter le site et d'autres situés à proximité pendant encore 600 ans environ. Des traces d'enterrements durant cette période dans un cimetière situé sur le site Tell Ajjul montrent ainsi une occupation au moins partielle de la zone. Les spécialistes estiment que les populations ont vraisemblablement rompu avec un mode de vie sédentaire au profit d'un de nature semi-nomade.
Aux environs de 1750 av. J.-C., les populations locales tendent à nouveau à se sédentariser. En parallèle, la cité Tell Ajjul devient l'agglomération centrale de la région. Le processus d'abandon et de disparition de Tell es-Sakan s'achève alors.

## Préservation et protection
Le site été découvert en 1998 et fouillé par une équipe franco-palestinienne. Les collaborations entre les différentes équipes se sont poursuivies les années suivantes, notamment dans le but de mener des opérations de préservation du site.
En 2017, des travaux menés pour construire un complexe immobilier et maîtrisé la crise du logement endommagent une partie du site et les vestiges s'y trouvant,. Après des plaintes d'archéologues, les travaux sont suspendus.